# Giacomo Piccini
Giacomo Piccini (ur. 22 marca 1985 w Sansepolcro) – włoski kierowca wyścigowy.

## Kariera
Piccini rozpoczął karierę w międzynarodowych wyścigach samochodowych w 2002 roku od startów we  Włoskiej Formule Renault Monza oraz w Europejskim Pucharze Formuły Renault 2.0. W edycji włoskiej z dorobkiem 95 punktów uplasował się tam na siódmej pozycji w klasyfikacji generalnej. W późniejszych latach Włoch pojawiał się także w stawce Włoskiej Formuły 3, Hiszpańskiej Formuły 3, Włoskiej Formuły 3000, Italian GT Championship, Ferrari Challenge Italy, Ferrari Challenge Europe, Bomboogie GT Challenge, International GT Open, Le Mans Series, Intercontinental Le Mans Cup, Intercontinental Le Mans Cup,  Intercontinental Le Mans Cup, Blancpain Endurance Series oraz European Le Mans Series